# Ајше-султанија (ћерка Ахмеда I)
Ајше-султанија је била ћерка Ахмеда I и Косем-султаније.

## Живот

### Детињство
Ајше је рођена 1607. године. Највероватније је добила име по тетки султана Ахмеда, Ајше-султанији, која је преминула пре њеног рођења.

### Први брак
Османске принцезе обично су биле удаване за утицајне османске званичнике од стране султана. Често су будући мужеви бирани од стране мајки османских принцеза на основу политичких предности. Међутим, принцезе су у браку имале привилегије које су их разликовале од других муслиманки: имале су право да буду једина жена свог супружника, да одбију да конзумирају брак док не буду спремне и да се разведу ако то желе. Ајше и њена сестра Фатма-султанија биле су екстремни примери, јер су се удавале неколико пута.
Ајше је удата као петогодишња девојчица за великог везира Насух-пашу. Прославе њене веридбе и свадбене свечаности, као и прославе њене полусестре Гевхерхан са Окуз Кара Мехмед-пашом, које су се одвијале више месеци те 1612. године, биле су тако детаљно и екстравагантно украшене по наређењу њиховог оца Ахмеда I, да су биле широко запажене.
Ајше је почела да живи са својим мужем од јула 1614. године у палати насупрот округа Салачак, све док Насух-паша није погубљен 17. октобра 1614. године због подмићивања. Верује се да је Насух-паша погубљен пред девојчицом. У пашиној смрти је имала удјела сестра султана, Шах-султанија.

### Други брак
Ајше се по наређењу полубрата Османа II удала 1620. године за намесника Будима, Каракаш Мехмед-пашу, све док паша није погинуо у рату против Пољске 14. септембра 1621.

### Трећи брак
1622. године султан Осман је дао Ајшину руку Хафиз Ахмед-паши. Паша је након смрти великог везира Черкез Мехмед Али-паше постао велики везир, и био је на тој позицији све до 1. децембра 1626. године. Дана 25. октобра 1631. постао је поново велики везир, а пре тога је био намесник Вана. Погинуо је 10. фебруара 1632. током побуне јањичара.
Са њим је имала сина Мустафу-бега (1628-1670).

### Четврти брак
Само месец дана након убиства Хафиз-паше током побуне јањичара против њеног брата Мурата IV, Ајше је удата за Муртаза-пашом који је био намесник Дијарбекира.  Међутим, заједнички живот је почео тек 1635. године. Стари и болесни муж, кога је мрзела према извештајима из Млетачке републике, умро је током Мурадове кампање против Јеревана 1. априла 1636. године.

### Пети и шести брак
Након смрти Муртаза-паше, Ајше је удата 1637. године за Џелеп Ахмед-пашу, који је био намесник Дамаска и Алепа. Ахмед-паша је током свог поновног постављања на место гувернера Дамаска убио неког племића, због чега је био по наређењу султана Ибрахима одведен у Истанбул и утамничен све до 1643, када је помилован и пуштен на слободу. Брак се завршио пашином смрћу у новембру 1644.
Већ у марту 1645. године Ајше се удаје по наређењу своје мајке за Војнук Ахмед-пашу , гувернера Адане и адмирала флоте (1648-1649). Паша погинуо 28. јула 1649. године током Кандијског рата, када је у њега пуцао топ.

### Седми брак
Ајше је 28. октобра 1654. била верена за Ибшир Мустафа-пашу. Захваљујући браку, Мустафа-паша је добио место великог везира. Забележено је да је са нестрпљењем чекала долазак свог будућег мужа који је каснио месецима - чак је послала неколико емисара да га доведу у главни град. Њен лични слуга Мерџан-ага  је успео у томе, а када су Мустафа-паша и његове трупе стигли до палате у Ускудару, она је њега и позване државне госте примила с богатом трпезом.  Венчање се одржало 28. фебруара 1655. године, али је заједнички живот кратко трајао погубљењем мужа 11. маја 1655. године по наређењу султана Мехмеда.

## Осми брак
Ајше-султанија се последњи пут удала у децембру 1656. године за Ермени Сулјман-пашу. Историчари наводе да је умрла у мају 1657. године, међутим постоје докази да је Ајше-султанија још била жива 1672. године. Умрла је пре 1676. године.